# Евробрун (команда Формулы-1)
ЕвроБрун Рэйсинг (англ. EuroBrun или англ. EuroBrun Racing) — спортивная команда, участник чемпионатов Мира по автогонкам в классе Формула-1, основанная швейцарским гонщиком и инженером Вальтером Бруном в 1987 году.
Команда была образована в результате объединения двух коллективов, выступавших в гонках спортпрототипов — Euroracing team, принадлежавшей бывшему менеджеру Альфа-Ромео, Джампаоло Паванелло и непосредственно швейцарской команды Brun Motorsport, Вальтера Бруна.

## История
После завоевания титула в чемпионате спортпрототипов, Вальтер Брун задался целью перехода своего коллектива в чемпионат мира по автогонкам в классе Формула-1, заручившись поддержкой немецкого производителя алкогольных напитков компании Mast-Jägermeister. Однако, Брун вскоре обнаружил, что производственных мощностей его собственной базы в Штансе недостаточно для полноценного дебюта. После неудачного контакта с фирмой Рейнард, отказавшейся из финансовых соображений от совместного дебюта, партнёр был найден в лице миланского коллектива Euroracing team итальянца Джампаоло Паванелло, искавшего возможность возвратиться в Формулу-1 после ухода с поста менеджера команды Альфа-Ромео.

Новый проект, получивший название ЕвроБрун, был зарегистрирован в сентябре 1987 года: каждому из партнёров принадлежало 50 % акций команды. База команды расположилась в Милане. Паванелло отвечал за техническую сторону проекта, а Брун был коммерческим директором.

### 1988
Для дебютного сезона под руководством Марио Толентино было разработано шасси ER188, в основе которого лежал атмосферный двигатель Cosworth объёмом 3,5 литра. За руль новой машины сели чемпион Формулы-3000 итальянец Стефано Модена и давний знакомый Бруна и Паванелло аргентинец Оскар Ларраури. Несмотря на довольно уверенное начало сезона, в дальнейшем на результатах стало сказываться отсутствие должного финансирования, приведшее, как следствие, к отсутствию каких-либо модернизаций шасси по ходу сезона. Оба пилота так и не смогли заработать очков и к концу года стали с трудом пробиваться через сито квалификации. В результате 11-е место Модены на Гран-при Венгрии, стало лучшим результатом команды.

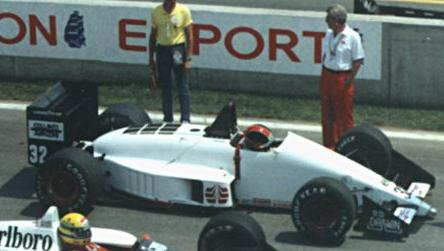
Оскар Ларраури за рулём EuroBrun ER188 на Гран-при Канады 1988 года.

### 1989
К новому сезону 1989 года из-за финансовых ограничений в команде произошло массовое сокращение персонала. В результате EuroBrun смогла выставить только одну машину, пилотом которого стал швейцарец Грегор Фойтек. Новый болид представлял собой слегка модернизированную версию прошлогоднего ER188, адаптированную под двигатель Judd V8 и шины Pirelli. Однако даже появление на Гран-при Германии нового ER189, подготовленного Джорджем Райтом, не помогло Фойтеку и сменившему его Ларраури выйти на старт гонки.

### 1990
Несмотря на то, что за весь прошлый сезон команда так и не смогла пройти предквалификацию и уход в конце года Джампаоло Паванелло, Брун решается выставить на старт две машины. Новым лидером команды стал бразилец Роберто Морено, а его напарником был подписан итальянец Клаудио Ланджес. Морено смог пробиться на старт двух этапов в США и Сан-Марино, в то время как Ланджес за весь сезон не смог выйти на старт. В результате после 14 этапов команда снялась с чемпионата.

## Результаты выступлений шасси ЕвроБрун в Формуле-1
| Легенда к таблице |                                                                    |
| --- | ------------------------------------------------------------------ |
| В таблице перечислены результаты всех Гран-при Формулы-1, в которых принимала участие команда. Строками таблицы являются сезоны, столбцами — этапы чемпионата мира. В каждой клетке указаны сокращённое название этапа и результаты гонщиков команды, дополнительно обозначенные цветом. Расшифровка обозначений и цветов представлена в нижеследующей таблице. |                                                                    |
| \| Пример \| Описание \| \| ------------ \| ------------------------------------------------------------------ \| \| 1 \| Победитель \| \| 2 \| Второе место \| \| 3 \| Третье место \| \| 5 \| Финишировал, заработав очки \| \| Сход \| Не финишировал, но при этом заработал очки \| \| 12 \| Финишировал, не получив очков \| \| НКЛ \| Финишировал, но не попал в финальную классификацию \| \| 15 \| Участвовал вне зачёта, либо по отдельной классификации \| \| 18 \| Не финишировал, но попал в финальную классификацию \| \| Сход \| Не финишировал \| \| НКВ \| Не прошёл квалификацию \| \| НПКВ \| Не прошёл предквалификацию \| \| ДСК \| Дисквалифицирован \| \| ИСК \| Исключён из протокола соревнований \| \| ТТ \| Заявлен для участия только в тренировках \| \| НС \| Участвовал в квалификации, но не стартовал в гонке \| \| Т \| Травмирован или болен \| \| ОТК \| Отказ от участия \| \| НТР \| Прибыл на соревнования, но на трассу не выезжал \| \| НПР \| Был заявлен в числе участников, но не прибыл к началу соревнований \| \| О \| Соревнования отменены \| \| \| Не участвовал \| \| Поул-позиция \| \| \| Быстрый круг \| \| |                                                                    |
| Пример | Описание                                                           |
| 1 | Победитель                                                         |
| 2 | Второе место                                                       |
| 3 | Третье место                                                       |
| 5 | Финишировал, заработав очки                                        |
| Сход | Не финишировал, но при этом заработал очки                         |
| 12 | Финишировал, не получив очков                                      |
| НКЛ | Финишировал, но не попал в финальную классификацию                 |
| 15 | Участвовал вне зачёта, либо по отдельной классификации             |
| 18 | Не финишировал, но попал в финальную классификацию                 |
| Сход | Не финишировал                                                     |
| НКВ | Не прошёл квалификацию                                             |
| НПКВ | Не прошёл предквалификацию                                         |
| ДСК | Дисквалифицирован                                                  |
| ИСК | Исключён из протокола соревнований                                 |
| ТТ | Заявлен для участия только в тренировках                           |
| НС | Участвовал в квалификации, но не стартовал в гонке                 |
| Т | Травмирован или болен                                              |
| ОТК | Отказ от участия                                                   |
| НТР | Прибыл на соревнования, но на трассу не выезжал                    |
| НПР | Был заявлен в числе участников, но не прибыл к началу соревнований |
| О | Соревнования отменены                                              |
| | Не участвовал                                                      |
| Поул-позиция |                                                                    |
| Быстрый круг |                                                                    |

| Год  | Шасси        | Двигатель       | Ш | Гонщики         | 1    | 2    | 3    | 4    | 5    | 6    | 7    | 8    | 9    | 10   | 11   | 12   | 13   | 14   | 15   | 16   | Место | Очки |
| ---- | ------------ | --------------- | - | --------------- | ---- | ---- | ---- | ---- | ---- | ---- | ---- | ---- | ---- | ---- | ---- | ---- | ---- | ---- | ---- | ---- | ----- | ---- |
| 1988 | ER188        | Ford DFZ 3,5 V8 | G |                 | БРА  | САН  | МОН  | МЕК  | КАН  | ДЕТ  | ФРА  | ВЕЛ  | ГЕР  | ВЕН  | БЕЛ  | ИТА  | ПОР  | ИСП  | ЯПО  | АВС  | —     | 0    |
| 1988 | ER188        | Ford DFZ 3,5 V8 | G | Оскар Ларраури  | Сход | НКВ  | Сход | 13   | Сход | Сход | Сход | НКВ  | 16   | НКВ  | НПКВ | НПКВ | НПКВ | НКВ  | НКВ  | Сход | —     | 0    |
| 1988 | ER188        | Ford DFZ 3,5 V8 | G | Стефано Модена  | Сход | НКЛ  | ДСК  | ДСК  | 12   | Сход | 14   | 12   | Сход | 11   | НКВ  | НКВ  | НКВ  | 13   | НКВ  | Сход | —     | 0    |
| 1989 | ER188B ER189 | Judd CV 3,5 V8  | P |                 | БРА  | САН  | МОН  | МЕК  | США  | КАН  | ФРА  | ВЕЛ  | ГЕР  | ВЕН  | БЕЛ  | ИТА  | ПОР  | ИСП  | ЯПО  | АВС  | —     | 0    |
| 1989 | ER188B ER189 | Judd CV 3,5 V8  | P | Грегор Фойтек   | НКВ  | НПКВ | НПКВ | НПКВ | НПКВ | НПКВ | НПКВ | НПКВ | НПКВ | НПКВ | НПКВ |      |      |      |      |      | —     | 0    |
| 1989 | ER188B ER189 | Judd CV 3,5 V8  | P | Оскар Ларраури  |      |      |      |      |      |      |      |      |      |      |      | НПКВ | НПКВ | НПКВ | НПКВ | НПКВ | —     | 0    |
| 1990 | ER189B       | Judd CV 3,5 V8  | P |                 | США  | БРА  | САН  | МОН  | КАН  | МЕК  | ФРА  | ВЕЛ  | ГЕР  | ВЕН  | БЕЛ  | ИТА  | ПОР  | ИСП  | ЯПО  | АВС  | —     | 0    |
| 1990 | ER189B       | Judd CV 3,5 V8  | P | Роберто Морено  | 12   | НПКВ | Сход | НКВ  | НКВ  | ДСК  | НПКВ | НПКВ | НПКВ | НПКВ | НПКВ | НПКВ | НПКВ | НПКВ |      |      | —     | 0    |
| 1990 | ER189B       | Judd CV 3,5 V8  | P | Клаудио Ланджес | НПКВ | НПКВ | НПКВ | НПКВ | НПКВ | НПКВ | НПКВ | НПКВ | НПКВ | НПКВ | НПКВ | НПКВ | НПКВ | НПКВ |      |      | —     | 0    |